# Плопениј Мари (Ботошани)
Плопениј Мари (рум. Plopenii Mari) насеље је у Румунији у округу Ботошани у општини Унгурени. Oпштина се налази на надморској висини од 104 m.

## Становништво
Према подацима из 2002. године у насељу је живело 838 становника, од којих су сви румунске националности.